# Annie Krokfors
Annie Krokfors, född 26 februari 1901 i Kronoby, död 3 augusti 1994, var en finlandssvensk konstnär. Hon utexaminerades från Konstindustriella läroverket 1927, fortsatte senare 1934–1936 sina studier i Stockholm vid Kungliga Akademien för de fria konsterna och vid Fria konstskolan 1941–1942. Hon var djupt kristen och målade i huvudsak kristna motiv.